# Warto rozmawiać
Warto rozmawiać – cykliczny, publicystyczny program telewizyjny (talk show) emitowany w TVP od 19 kwietnia 2004 do 22 lutego 2011 oraz od 1 marca 2016 do 12 kwietnia 2021. W latach 2004–2009 program emitowany był na antenie TVP2, następnie w latach 2009–2011 i 2016-2018 w TVP1 (zmiana anteny z TVP2 na TVP1 nastąpiła na przełomie listopada i grudnia 2009). Od 27 sierpnia 2018 do 9 marca 2020 emitowany był na antenie TVP Info, a od 22 czerwca 2020 do 19 kwietnia 2021 na antenie TVP3. 
Program produkowała (w latach 2004-2009) spółka producencka Picaresque, a w latach 2016-2021 Media Paweł Nowacki. Reżyserem oraz jednym z głównych producentów był Maciej Pawlicki i Paweł Nowacki, a prowadzącym Jan Pospieszalski. W audycjach pod dyskusję poddawane były aktualne i nierzadko trudne oraz kontrowersyjne tematy z życia społecznego w Polsce. Pojawiały się też programy obejmujące szerszą problematykę – np. wojnę w Czeczenii i sytuację uchodźców, który dotarli do Polski.
W 2006 program był nominowany do nagród telewizyjnych Telekamery 2006.

## Zdjęcie programu z anteny
W grudniu 2010 dyrektor TVP1 Iwona Schymalla poinformowała producentów programu o zdjęciu Warto rozmawiać z wiosennej ramówki TVP1. 22 lutego 2011 po 255. odcinku emisja programu została zawieszona. 3 marca 2011 zarząd TVP podjął decyzję o powrocie programu Warto rozmawiać na antenę telewizyjną, jednak ostatecznie dyrektor Iwona Schymalla, wskazując jako przyczynę powody polityczne, postanowiła o niedopuszczeniu Warto rozmawiać do emisji.
Po ośmiu miesiącach przerwy w nadawaniu, tj. 26 października 2011, Zarząd TVP podjął decyzję o podpisaniu z Janem Pospieszalskim umowy na realizację nowego programu. Od 10 listopada 2011 na antenie TVP Info ukazywał się cykl audycji pt. Jan Pospieszalski: Bliżej nawiązujący formułą do Warto rozmawiać.

## Protesty w obronie programu
- 16 lutego 2011 Krzysztof Kłopotowski ze Stowarzyszenia Dziennikarzy Polskich w liście otwartym[8] do Jana Dworaka przewodniczącego Krajowej Rady Radiofonii i Telewizji wytknął szereg błędów m.in. łamanie przez Zarząd TVP obowiązującej ustawy o mediach publicznych. Jako przykład niewłaściwych działań wymienił decyzję zdjęcia z anteny programu Warto rozmawiać. Swoich tez dowodził gruntowną analizą porównawczą[9] programów publicystycznych Tomasz Lis na żywo oraz Warto rozmawiać. Głównym wnioskiem wynikającym z analizy jest zachowanie wyjątkowej tolerancji zarządu TVP dla nadużyć warsztatowych Tomasza Lisa przy wyraźnie wyostrzonych kryteriach oceny oraz silnej i pozbawionej podstaw krytyce wobec Jana Pospieszalskiego.

- 19 stycznia 2011 przed kancelarią Premiera demonstrowali dziennikarze i publicyści[10], wśród nich prowadzący Warto rozmawiać Jan Pospieszalski. Protestowano przeciwko zdjęciu z ramówki TVP programów konserwatywnych publicystów po politycznych zmianach w zarządzie stacji tj. Wojny światów – Grzegorza Górnego i Tomasza Terlikowskiego, Misji specjalnej – Anity Gargas, Pod prasą – Tomasza Sakiewicza, Bronisław Wildstein przedstawia – Bronisława Wildsteina,  Antysalonu – Rafała Ziemkiewicza, Boso przez świat – Wojciecha Cejrowskiego a także przeciwko planom zdjęcia programu Warto rozmawiać.

- 17 lutego 2011 podczas debaty w Parlamencie Europejskim poświęconej wolności mediów europoseł Zbigniew Ziobro wskazał na problem naruszania wolności słowa w mediach publicznych przez partię rządzącą, kontrolującą Rząd, Senat, Prezydenta, Krajową Radę Radiofonii i Telewizji, a ponadto posiadającą władzę w telewizji publicznej. Poruszył kwestię masowych zwolnień z pracy dziennikarzy TVP z powodu ich poglądów politycznych, oraz likwidowanie programów o charakterze konserwatywnym, prawicowym za przykład podając programy Misję Specjalną redaktor Anity Gargas oraz Warto rozmawiać[11].

## Powrót programu
28 stycznia 2016 TVP ogłosiła, że Warto rozmawiać wróci na antenę w marcu tego roku. Premierowy odcinek wyemitowano 1 marca 2016.
Od 10 marca 2020 nastąpiła przerwa w emisji programu w celu dostosowania ramówki TVP Info do sytuacji wywołanej przez epidemię koronawirusa (początkowo do końca marca). Jednak ze względu na rozwój epidemii, przerwa przedłużyła się aż do czerwca, a ostatecznie program został przeniesiony na antenę TVP3. Po raz pierwszy program na tym kanale wyemitowano 22 czerwca 2020.

## Kontrowersje
13 kwietnia 2021 posłanka Prawa i Sprawiedliwości Joanna Lichocka stwierdziła, że jej zdaniem w odcinku z dnia poprzedniego prowadzący podważył obowiązek zasłaniania ust i nosa wprowadzony w Polsce z powodu pandemii koronawirusa i ogłosiła, że będzie chciała zażądać wyjaśnień od ówczesnego prezesa Telewizji Polskiej, Jacka Kurskiego, a następnie zapowiedziała, że złoży w Sejmie projekt stanowiska Rady Mediów Narodowych w tej sprawie. 19 kwietnia, na pięć minut przed zaplanowanym czasem emisji, transmisja programu została odwołana, a prowadzący został poinformowany, że zostanie on w tym dniu nagrany, a wyemitowany w późniejszym czasie. 20 kwietnia 2021 Komisja Etyki Telewizji Polskiej opublikowała komunikat, w którym stwierdziła, że w programie wyemitowanym 12 kwietnia zostały naruszone „Zasady Etyki dziennikarskiej obowiązujące w Telewizji Polskiej”. W październiku 2022 roku wszystkie archiwalne wydania programu zostały usunięte z serwisu internetowego vod.tvp.pl w momencie pojawienia się nowej odsłony strony internetowej TVP VOD, co zdaniem autora i prowadzącego program Jana Pospieszalskiego, który odniósł się do sprawy w maju 2023 roku na łamach tygodnika "Do Rzeczy", że jest to "cenzura wsteczna w TVP". W reakcji zarzuty Jana Pospieszalskiego Telewizja Polska w odpowiedzi dla portalu internetowego Wirtualnemedia.pl poinformowała, że pracuje nad przywróceniem archiwalnych materiałów, w tym również programu "Warto rozmawiać".

## Przykładowe tematy audycji

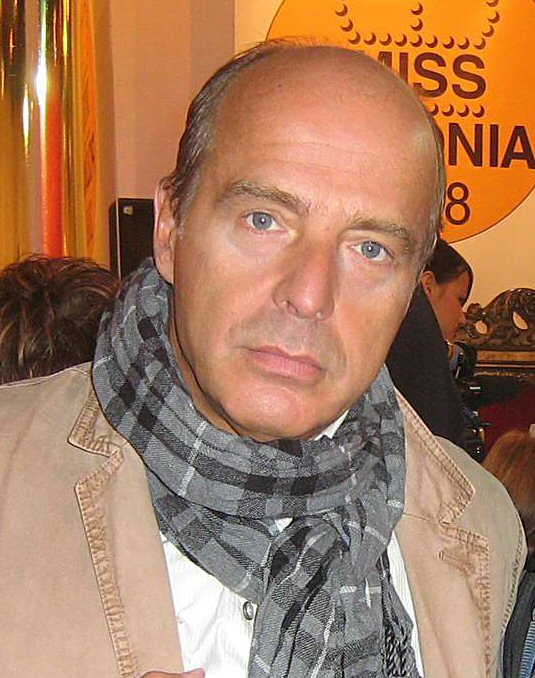
Jan Pospieszalski, prowadzący program

- Zakaz wstępu na uniwersytet? (o dyskryminacji naukowców przez władze uniwersyteckie; na przykładzie ks. Tadeusza Isakowicza-Zaleskiego, prof. Jerzego Roberta Nowaka oraz dr. Sławomira Cenckiewicza, autora głośnej książki o agenturalnej przeszłości Lecha Wałęsy)
- Korupcja – choroba przewlekła (o przyczynach oraz przeciwdziałaniu korupcji w służbie zdrowia)
- Jak pomóc homoseksualistom? (o problemach jakie dotykają homoseksualistów pragnących zmienić swoją orientację seksualną na heteroseksualną; Kto im pomaga? Kto im próbuje przeszkodzić?)
- Szkoła tolerancji? (o polskiej szkole i edukacji seksualnej w polskich szkołach)
- Małżeństwo z ograniczoną odpowiedzialnością (o rosnących statystykach rozwodów w Polsce, powodach, konsekwencjach i przeciwdziałaniu rozpadania rodzin)
- Molestowanie w Kościele (m.in. o gorszących przypadkach pedofilii w Kościele Katolickim oraz walce z nią)
- Co z tym Judaszem? (o Ewangelii Judasza)
- Pamiętać czy wybaczać? Ciąg dalszy kłopotów z historią? (o Służbie Bezpieczeństwa PRL i jej Tajnych Współpracownikach)
- Ilu PRL-owskich szpiegów prowadzi polska politykę zagraniczną? (o Tomaszu Turowskim szpiegu Służby Bezpieczeństwa PRL organizującym m.in. wizytę prezydenta Lecha Kaczyńskiego w Katyniu 10 kwietnia 2010)
- Pijane nastolatki (o problemach alkoholowych osób młodocianych)